# 夜明けの旅団
『夜明けの旅団』（よあけのりょだん）は、片山ユキヲによる日本の漫画。『月刊モーニングtwo』（講談社）にて、2018年5号（2018年3月22日発売）から2020年3号（2020年1月22日発売）まで連載された。第二次世界大戦中のヨーロッパに突如現れた謎の「死霊」。死霊は次々に人間を襲い、世界は死霊で埋め尽くされようとしていた。父を死霊に殺された少女は、復讐のために孤独な旅に出る。

## あらすじ
第二次世界大戦の最中、突如（南北アメリカ大陸を除く）世界に「死霊」が大量発生。死霊は人間を襲い、咬まれた人間は死霊になってしまう。主人公の少女、ジョニーボーイは父親をヨーカー（意思を持った死霊）に殺される。父親を殺したヨーカーへの復讐のためにジョニーボーイはヨーカーの巣窟ノイシュヴァンシュタイン城へ向けて孤独な旅をしていた。ドイツ、バイエルンからミュンヘンへ向かう道すがら、井戸に落ちた青年、ハニーバニーを助ける。ハニーバニーは、戦争で失った弟のフォルカーを背丈の似ているジョニーボーイに重ね、彼女を守るために旅を共にすることに。死霊の群れや、暴徒化した軍人たちの襲撃をかいくぐりながら、二人は旅を続ける。
ミュンヘン手前で米陸軍のリリーホワイトと出会い、ミュンヘンに入ってからはカプラン、ハンス、ホランドとともにミュンヘン市にうろつく死霊を壊滅させる。この戦いでホランドは命を落とす。
その後、ミュンヘン共闘戦線の拠点:ニンフェンブルク宮殿にたどり着くも、硬直的な指導部によるカプランとハンスの追放処分に対して異を唱える気持ちでハニーバニー、ジョニーボーイ、リリーも拠点をあとにする。
市街のトラム：路面電車で野営をすると、共闘戦線幹部によるカプランとリリーに対する処分を快く思わない人たちからの援助を得る。その中に今後行動を共にするノラもいた。
ジョニーボーイ、ハニーバニー、リリー、カプラン、ノラの五人はノイシュヴァンシュタイン城へ向ってミュンヘンを出発する。途中、墓地で野営する時、アウスブルクから逃げてきた兄妹：ベンヤミンとミアに出会う。兄妹の父はダッハウ強制収容所の幹部であった。
一行は死霊の襲撃に会い墓場から逃れようと元小麦畑の沼地へ逃れるも四方を死霊に囲まれ境地に陥る。そこをアーモンに助けられ墓守の家に逃れる。
夜明け後、ベンヤミン兄妹はミュンヘンコロニーに引き取られ、ジョニーボーイたちはアーモンを加えてノイシュヴァンシュタイン城へ向う。
ノイシュヴァンシュタイン城の8マイレン手前のバイエルンで教会へ寄るとそこには多くの負傷者がいた。そこで武器弾薬の供給を受ける。4号突撃砲を操縦するゴットフリート、骨董品並の装甲車を運転するあのじじい、およびMP40を扱うシトロンの支援を受けノイシュヴァンシュタイン城へ向う。
到着したノイシュヴァンシュタイン城にはアッシェンバッハを王と慕うヒトラーとゲッペルスがいた。彼らは死霊が非アーリア人の駆逐に役立っていると考え、また死霊はナチスによって身辺を守られるとの相互恩恵で共闘していた。リリーは他の7人を助けるため命を落とす。
アッシェンバッハを追い詰める途中、ジョニーに執着するギュンターが現れる。バニーとの一騎打ちを望むもジョニーに諭され、アッシェンバッハが向うのは北米であることをジョニー一行に伝えたあと、MG34で壁を壊し日光を浴び自決した。
この戦いの中、カプランはヒトラーとゲッペルスを射殺、シトロンはウサギのヨーカーを倒すも致命傷を負い、ゴッドフリートも矢に倒れる。
アッシャンバッハの乗る飛行船は城を飛び立つがジョニー一行は既に弾丸を撃ち尽くしていた。諦めようとした時に飛行船が対空砲に撃たれ墜落する。教会の仲間、およびハンス率いるミュンヘンコロニーの仲間がやってきた。
死霊たちを護衛していたドイツ軍も投降、アッシェンバッハもバニーに撃たれる。
こうして南ドイツは救われた。
8年後、カプランを補佐にジョニーは指揮官になり、ノラは病院長、ハンスは対死霊の長官、アーモンは肉料理名人、クラーラは小学校教師をしている。
バニーは各地にいる子供たちを探し集めコロニーに連れてこようとしていた。その子供たちの中にはバニーを「お兄ちゃん」と呼ぶフォルカーと呼ばれる男の子もいた。

## 登場人物

### 主要人物
ジョニーボーイ
父親を死霊に殺され、復讐のために旅を続ける少女。背丈は小さく、左目が常に髪で隠れている。髪の色は金。赤いワンピースに茶色のブーツを履いている。歯科医の祖父が作った義歯をはめて噛みつき、死霊に攻撃する。父親からのクリスマスプレゼントで、ヨーカーに引きちぎられたクマの人形の頭部を持ち歩いている。「復讐こそ私の魂の糧なの」と発言しており、旅の趣旨が少しでも復讐から逸れると父親を忘れてしまいそうな自分を責める。父親は製造業の役員であった。
ハニーバニー
井戸の底に落ちていたところを、ジョニーボーイに助けられた青年。両目が前髪で隠れており、紺色のロングワンピースにエプロンを着用している。髪の色は銀。べーテンシュタットの孤児院で育ち、料理係を担っていた。そのため料理の腕が良く、行く先々で限られた材料を用いて美味しい料理をふるまう。また、狩猟もしていたため銃の腕も良く、ミュンヘンでは作曲家ウェーバーのオペラから百発百中の腕前を持つ射撃手“魔弾の射手”と呼称される。戦争中に弟のフォルカーを失ったことで心に傷を負っており、自分を救ってくれた、弟と背丈の似ているジョニーボーイを守るために旅に同行する。
エンディングでは各地の子供たちを捜し集めコロニーに連れてくる役目をしている。その場面では前髪は短く両目を見せている。

### 連合軍
リリーホワイト
ニュージャージーから来た兵士。ジョニーボーイとハニーバニーがミュンヘンへ向かう途中で遭遇し、バイクで旅路を共にする。お礼を言われると「礼などいらん」と発言するなど、ぶっきらぼうな優しさを持つ。リーゼントヘアと髭が特徴的。ハニーバニーのことをガガンボと呼ぶ。戦場を求めて旅をしており、ミュンヘンでは死霊討伐をする共闘戦線に積極的に参加する。兵士として欧州に来るのは二度目で、一度目は三個中隊を撃破して勲章を貰う活躍を見せた。しかし、日常生活でも緊張状態が解けなくなってしまう後遺症に悩まされ、そのため死に場所を探して家族を置いて再び死霊のいる欧州へやってきた。

### ミュンヘン共闘戦線
元は貴族の居城であったニンフェンブルク宮殿を拠点としている。
カプラン
ユダヤ人の青年。ミュンヘンでの事故で肩を負傷。白シャツに黒いジャケットとパンツを着用、左胸元にはユダヤ民族を象徴するダビデの星のマークがついている。ミュンヘンで下水口を目指す際、足を骨折しているハンスをおんぶして移動した。日没まで90分を切っていたのに死霊退治に出かけたことが共同体ルールに違反するとの理由でニンフェンブルク宮殿のコロニーを追放処分となり、ジョニーボーイたちと旅を共にする。
ハンス
ドイツ軍の兵士。ミュンヘンでの事故で足を骨折。ドイツ軍の軍服を着用。負傷をしていたためコロニーでは療養のために回復する期間のみ入城を許可され、ジョニーボーイたちとはそこで別れる。
ホランド
ドイツの民間人。ミュンヘンでの事故で足をくじいた。白シャツにサスペンダー付きの黒いパンツを着用。下水口を破壊するためのパンツァーファウスト（一発使い捨ての対戦車擲弾発射機）を発見（一人で持てないほどの武器は対ヨーカーを考慮し、都市の各所に隠し倉庫を設けて備蓄するのが共同体のルール。危機時には最寄りの隠し倉庫で武器を得る。）するが、その直後足場が崩壊し、最期にパンツァーファウストを仲間に託した後に死霊の群れの中に落下して死亡。
ノラ
ジョニーボーイたちがコロニーからミュンヘン市街まで戻ってトラムで一夜を明かす際に、コロニーに帰りそびれて共にトラムで過ごすことになった女性。母性に溢れている。コロニーの住民からはバイエルンの魔女と渾名されている。

### ミュンヘン後に途中で出会った人々
ベンヤミンとミア
ジョニーボーイ一行がミュンヘンを出た後、野営をする墓地にやってきた幼い兄妹。父はダッハウ強制収容所の司令部に勤めるドイツ軍将校。
アーモン
死霊は自分のために出現したと語る妄想癖のある少年。ドイツ人。墓堀人の家を借りている。死霊壊滅のため行動を共にする。
ゴッドフリート
バイエルンの教会で神父の片腕として働いていた青年。4号突撃砲を運転する。
シトロン
教会で出会ったMP40を扱う青年。
あのじじい（オドボール）
教会で出会ったあと死霊壊滅の目的で同行する爺。骨董品的装甲車に乗る。最終話にて、死霊壊滅後ハニーバニーと名を教えあいオドボールと名乗る。

### 米国婦人陸軍部隊（WAC）
ハリエット・ローリー
ヘレンキームゼーの銀鉱山の制圧に向かう途中ジョニーボーイたちに遭遇。ミュンヘン経由でノイシュヴァンシュタイン城を目指すと聞いて、その経路は危険のため断念して、銀鉱山の労働力として共に来るようにと勧める。2人に断られた後も、武器と食糧の供給をする。

### ヨーカー
アッシェンバッハ
ジョニーボーイの父親を殺した。カストラートのような笑い声、頭巾の下の首の手術創が特徴的。
ギュンター
ジョニーボーイに左腕を噛み千切られて以来、彼女に執着を見せる。片眼の子熊ちゃん、テディベアなどとジョニーボーイを呼称し、彼女の血はポムロールのペトリュスのように美味であろうなどと発言する一方で、ジョニーボーイがハニーバニーの名前を呼ぶと嫌がり、ギュンターの名前を呼ぶと喜ぶなど、彼女への好意をちらつかせる。ハニーバニーに撃たれて死亡したと思われていたが、首の十字章に弾丸はあたり、顔を失うも死霊としては生きていた。ジョニーに諭され日光を浴びて自決した。
ヘルガ
ギュンターに仕える、風船を持った浮遊する少女。ギュンターを敬愛しており、ギュンターに裏切られてもなおジョニーボーイとハニーバニーを殺そうとする。

## 作中用語
パペット
第二次世界大戦中に突如現れた。人間を襲い、襲われた人間はパペットになってしまう。中に人がいる家に侵入する際は、中の人間の許可がないと入れない。太陽が苦手で、夜間や日陰を行動する。銀の銃弾（シルバーバレット）など、銀製のものに弱い。
ヨーカー
意思を持った死霊。人間を襲い、襲われた人間はパペットになってしまう。言葉をしゃべることができ、パペットに命令を下して操作することもできる。
ナチス
ミュンヘンにナチス党本部があり、ベルリンに総統官邸がある。世界が死霊に対峙して一致団結して立ち向かおうとする機運の中でなお人間に銃を向ける狂軍。非アーリア人と死霊の殲滅を目的とする。

## 書誌情報
- 片山ユキヲ『夜明けの旅団』 講談社〈モーニングKC〉、全4巻
  1. 2018年8月23日発売[1]、ISBN 978-4-06-512273-0
  2. 2019年2月22日発売[2]、ISBN 978-4-06-514638-5
  3. 2019年8月23日発売[3]、ISBN 978-4-06-516895-0
  4. 2020年3月23日発売[4]、ISBN 978-4-06-518859-0